# 리 콜린스
리 콜린스(Lee Collins, 1901년 10월 17일 ~ 1960년 7월 3일)는 미국의 재즈 트럼펫 연주자이다.
콜린스는 미국 루이지애나주 뉴올리언스에서 태어났다. 10대 때 관악단에서 연주했다. 1910년대에 루이 암스트롱, 파파 셀레스틴과 함께 연주했다. 1924년  일리노이주 시카고로 건너갔다. 젤리 롤 모턴과도 연주했다.